# Самотуги
Самотуги (укр. Самотуги) — село в Корюковском районе Черниговской области Украины. Население 115 человек. Занимает площадь 0,827 км².
Код КОАТУУ: 7422488703. Почтовый индекс: 15323. Телефонный код: +380 4657.

## Власть
Орган местного самоуправления — Сядринский сельский совет. Почтовый адрес: 15323, Черниговская обл., Корюковский р-н, с. Сядрино, ул. Генерала Белова, 54.